# Universidad de Omar Al-Mukhtar
La Universidad de Omar Al-Mukhtar (árabe: جامعة عمر المختار), conocida antes como la Universidad de Mohammed bin Ali al-Sanusi, es una universidad pública que se encuentra en la ciudad de Al Bayda, la tercera ciudad más grande de Libia. Es la segunda mayor institución en su tipo en Libia, y la primera universidad islámica en el país; si bien es cierto sus orígenes se remontan a 1961 bajo el nombre de Universidad Mohammed bin Ali al-Sanusi, ésta alcanza su autonomía en 1983, cambiando a su nombre actual y absorbiendo la facultad de ciencias agrarias de la Universidad de Garyounis.
Sus campus se extienden también a las ciudades Al Qubah, Derna y Tobruk, mientras que sus facultades más importantes son las de Medicina, Farmacia, Veterinarias, Artes, Agricultura, Ingeniería y Ciencias.